# Биндусара
Биндусара (Виндусара; Vindusâra) — второй император империи Маурьев, правил с (298 по 272 до н. э.) после Чандрагупты. В греческих источниках фигурирует под именем Амитрохат (инд. Амитрагхата) по его титулу, то есть «убивающий своих врагов».

## Биография
Биндусара получил в наследство огромную империю, включающую в себя северную, центральную и восточную Индию, части Афганистана и Белуджистана. Биндусара смог расширить империю на юг, вплоть до территории Карнатаки. Он подчинил шестнадцать государств и стал покорителем земли между двумя морями — Бенгальским заливом и Аравийским морем.
Биндусара не воевал против дружественных дравидийских царств, таких как Чола, Пандья и Чера. Только царство Калинга (современная Орисса) не входило в его империю, и было покорено его сыном Ашокой.
Биндусара, подобно своему отцу, поддерживал тесные дипломатические отношения с эллинистическим Египтом и Селевкидской империей. Страбон сообщает о том, что в Паталипутру был послан селевкидский посол Деймах. Интересные факты рассказывает Афиней об обмене посланиями между селевкидским царём Антиохом и индийским царём Биндусарой. Индийский царь просил Антиоха прислать ему сладкого вина, сушёные фиги и философа-софиста. В ответ тот пообещал прислать только вино и фиги, ибо продавать софиста не разрешалось.
Биндусара, в отличие от своего отца, не поддерживал джайнизма. Он придерживался адживики, атеистической и антибрахманистской философии. Наставник его отца философ Чанакья продолжал быть при нём премьер-министром.
Во время его правления город Таксила дважды восставал, усмирить этот город смог Ашока, окончательно уже после его смерти.
Согласно пуранам, Биндусара царствовал 25 лет. После смерти между его сыновьями началось длительное соперничество за власть. В конце концов престол в Паталипутре захватил Ашока.
| Предшественник: Чандрагупта | Династия Маурьев Биндусара | Наследник: Ашока |